# Гогель, Григорий Григорьевич
Григорий Григорьевич Гогель (фр. Georges Henri de Goguel; 22 октября 1741, Монбельяр, Священная Римская империя — 20 декабря 1799, Санкт-Петербург) — действительный статский советник; обер-директор Московского Воспитательного дома.

## Биография
Будучи в звании подполковника польских войск, в 1775 году он поступил на русскую службу, заняв должность окружного комиссара в колониях иностранных поселенцев около Саратова. В 1777 году принял русское подданство и в чине коллежского асессора был определён членом в контору опекунства иностранных поселенцев в Саратове.
С 14 июня 1779 г. — главный надзиратель, с 1780 г. — обер-директор Московского Воспитательного дома. Создал «фабрикантскую контору» для заведования состоявшими при Воспитательном доме фабриками и мануфактурами, усилил надзор за производством товаров и за расходованием сумм, в результате чего в течение двух лет принёс Воспитательному дому прибыли 165 574 руб.; картонная фабрика в течение 14 лет (1780—1794) дала прирост дохода 105 535 руб. Благодаря этим и другим улучшениям повысил кредит и доходы воспитательного дома, сократил издержки; содержание каждого воспитанника понизил с 33 до 27 руб. асс. В качестве вознаграждения он получил взаймы из сохранной казны 7000 руб. без залога и без процентов, впоследствии вся эта сумма была ему подарена.
8 октября 1780 г. ему поручено было заведование учебной частью Коммерческого училища, за что дано особое жалованье — сначала по 400, а потом по 900 руб. в год. С конца февраля до апреля 1785 г. Гогель временно заведовал Петербургским Воспитательным домом — «для скорейшего завершения дел и для окончания немедленно всего по Дому, как то по указаниям предписано и порядок того требует».
В 1786 году, в чине коллежского советника он был награждён орденом Св. Владимира 4-й степени; 2 сентября 1793 года произведён в статские советники, а 26 апреля 1796 года пожалован дипломом на дворянское достоинство. 
Уже с 1784 года до главного попечителя Воспитательных домов Бецкого стали доходить слухи о злоупотреблениях Гогеля, и последнему приходилось объясняться и жаловаться на клеветников, ищущих «помрачить» его в глазах Бецкого. В конце 80-х гг. Бецкий учредил строгий надзор за деятельностью Гогеля и назначил ему помощника. В конце концов, преемник Бецкого граф Х. С. Миних уволил Гогеля 11 апреля 1795 года от главного надзирательства, а затем, найдя «равномерные неустройства и упущения» по управлению казнами, отдал и их 30 апреля в заведование другому опекуну. Гогель называл распоряжение Миниха «незаконным поступком», не сдавал своих должностей и принес жалобу Екатерине II, которая велела расследовать дело Московскому главнокомандующему Измайлову и почётным благотворителям воспитательного дома кн. А. М. Голицыну и гр. Мусину-Пушкину. 12 июля 1795 г. их доклад рассматривался в Совете императрицы. Учреждена была комиссия для исследования о злоупотреблениях и неустройствах по Московскому Воспитательному дому, Гогель же, уволенный от занимаемых должностей, с оставлением в звании опекуна до окончательного расследования дела, был приглашён оставить казённую квартиру, что он исполнил после настоятельных требований главнокомандующего только 27 марта 1797 года, переехав в свой собственный дом на Новой Басманной, против церкви Петра и Павла. 2 января 1797 г. новый главный попечитель Я. Е. Сиверс отрешил Гогеля и от опекунского звания.
Через некоторое время он был прощен императрицей Марией Фёдоровной. Злоупотребления, в которых обвинялся Гогель и другие опекуны, заключались в допущении увеличения сумм просроченных долгов и процентов, неправильной выдаче ссуд, чрезмерном выпуске билетов Сохранной казны, трате основных капиталов на бесполезные и дорогие постройки, сооружении для Гогеля нового обширного дома и пользовании им для себя казённым имуществом (так, Гогель в течение 10 лет выпил на 800 руб. одной только сельтерской воды).
Похоронен на Смоленском евангелическом кладбище в Петербурге.

### Семья
Сыновья:
- Андрей (1771 — 6.11.1805) — генерал-майор, директор Пажеского корпуса (1802—1805);
- Иван (11.11.1770 — 22.11.1834 — генерал-лейтенант артиллерии, директор Пажеского корпуса (1806—1830);
- Фёдор (1.3.1775 — 17.4.1827) — генерал-лейтенант, командир дивизии в Отечественной войне 1812 года, георгиевский кавалер;
- Александр (? — 1812) — полковник лейб-гвардии конной артиллерии.

Дочери:
- Катарина (1785—1838), замужем за генералом от инфантерии К. Ф. Клингенбергом;
- Амалия, замужем за А. М. Ассиером (26.12.1778 — 5.7.1835).

## Награды
- орден св. Владимира 4 степени (1786)